# Frínic (general)
Frínic (en llatí Phrynicus, en grec antic Φρύνιχος) fou un estrateg atenenc, fill d'Estratònides.
L'any 412 aC el van enviar amb altres dos generals, amb una flota de 40 vaixells, a la costa de l'Àsia Menor. Les tropes van acampar al territori de Milet i en la batalla que va seguir els atenencs en van sortir victoriosos. Poc després va arribar una flota espartana i dos dels generals atenencs volien arriscar-se en un enfrontament, però Frínic (sàviament, segons pensa Tucídides) els va dissuadir.
El 411 aC Alcibíades va oferir a Samos la protecció contra els perses si s'establia a l'illa un govern oligàrquic en lloc de la democràcia. Frínic va intentar convèncer els illencs de no escoltar a Alcibíades, però el partit oligàrquic dirigit per Pisandre d'Acarnes va enviar una ambaixada a Atenes. Frínic, que temia per la seva seguretat en cas que Alcibíades tornés al poder, va escriure a Astíoc, informant-lo de les maquinacions d'Alcibíades; Astíoc va advertir a Alcibíades i a Tisafernes, i aquest va informar a Atenes de la traïció de Frínic i va demanar la seva execució. Abans d'això Frínic havia escrit a Astíoc per segona vegada i li oferia entregar totes les seves forces a l'espartà, el que va reforçar llavors els càrrecs; però Frínic va advertir que els enemics es preparaven per atacar el seu campament i que tota l'operació era un muntatge. Finalment Pisandre es va aliar a Frínic i aquest va entrar després en aliança també amb Antifont i Teràmenes i va prendre part activa en la revolució que va portar a l'establiment del govern oligàrquic dels Quatre-cents a l'illa.
Frínic, Antífon i altres van ser enviats a Esparta per negociar un tractat. Al seu retorn Frínic va morir assassinat a l'àgora per un jove atenenc ajudat per un argiu; el primer es va escapar però l'argiu no va poder i va ser detingut. Sota tortura va revelar que l'assassinat era una conspiració democràtica.